# Galatás (ort i Grekland, Västra Grekland)
Galatás är en ort i Grekland.   Den ligger i prefekturen Nomós Aitolías kai Akarnanías och regionen Västra Grekland, i den centrala delen av landet, 190 km väster om huvudstaden Aten. Galatás ligger 8 meter över havet och antalet invånare är 1 057.
Terrängen runt Galatás är kuperad åt nordost, men åt sydväst är den platt. Havet är nära Galatás åt sydost. Runt Galatás är det ganska glesbefolkat, med 23 invånare per kvadratkilometer. Närmaste större samhälle är Patras, 18,7 km sydost om Galatás. 